# Mistrzostwa Afryki w Lekkoatletyce 2024
23. Mistrzostwa Afryki w lekkoatletyce – zawody lekkoatletyczne, które odbyły się w dniach 21-26 czerwca 2024 w Duali.

## Rezultaty

### Mężczyźni
| Konkurencja                   | 1. miejsce                                                                              | Wynik     | 2. miejsce                                                                               | Wynik     | 3. miejsce                                                                                          | Wynik         |
| ----------------------------- | --------------------------------------------------------------------------------------- | --------- | ---------------------------------------------------------------------------------------- | --------- | --------------------------------------------------------------------------------------------------- | ------------- |
| Bieg na 100 m                 | Joseph Fahnbulleh                                                                       | 10,13     | Emmanuel Eseme                                                                           | 10,15     | Benjamin Richardson                                                                                 | 10,17         |
| Bieg na 200 m                 | Joseph Fahnbulleh                                                                       | 20,25     | Tapiwa Makarawu                                                                          | 20,51     | Emmanuel Eseme                                                                                      | 20,66         |
| Bieg na 400 m                 | Cheikh Tidiane Diouf                                                                    | 45,23     | Lee Eppie                                                                                | 45,39     | Samuel Ogazi                                                                                        | 45,47         |
| Bieg na 800 m                 | Ngeno Kipngetich                                                                        | 1:45,02   | Kethobogile Haingura                                                                     | 1:45,54   | Tom Dradiga                                                                                         | 1:46,01       |
| Bieg na 1500 m                | Brian Komen                                                                             | 3:33,95   | Ayanleh Abdillahi                                                                        | 3:36,24   | Boaz Kiprugut                                                                                       | 3:37,25       |
| Bieg na 5000 m                | Mohamed Ismail Ibrahim                                                                  | 13:38,38  | Nibret Melak                                                                             | 13:42,95  | Abdi Waiss Mouhyadin                                                                                | 13:43,20      |
| Bieg na 10 000 m              | Nibret Melak                                                                            | 28:52,27  | Gemechu Dida                                                                             | 28:52,79  | Roncer Konga                                                                                        | 28:52,94      |
| Bieg na 3000 m z przeszkodami | Leonard Chemutai                                                                        | 8:21,30   | Edmund Serem                                                                             | 8:21,94   | Matthew Kosgei                                                                                      | 8:21,98       |
| Bieg na 110 m przez płotki    | Louis François Mendy                                                                    | 13,49     | Amine Bouanani                                                                           | 13,59     | Yousuf Badawy Sayed                                                                                 | 13,79         |
| Bieg na 400 m przez płotki    | Victor Ntweng                                                                           | 48,88     | Kemorena Tisang                                                                          | 49,24     | Abdelmalik Lahoulou                                                                                 | 49,36         |
| Sztafeta 4 × 100 m            | Ghana Ibrahim Fuseini · Isaac Botsio · Edwin Gadayi · Abdul-Rasheed Saminu              | 38,63     | Nigeria Kayinsola Ajayi · Usheoritse Itsekiri · Alaba Akintola · Godson Oghenebrume      | 38,84     | Wybrzeże Kości Słoniowej Gnamien Nehemie N'Goran · Ismael Kone · Arthur Cissé · Kouadio Éric Kouame | 39,77         |
| Sztafeta 4 × 400 m            | Botswana Omphile Seribe · Busang Collen Kebinatshipi · Boitumelo Masilo · Leungo Scotch | 3:02,23   | Kenia Kevin Kipkorir · Kelvin Sane Tauta · David Sanayek Kapirante · Brian Onyari Tinega | 3:02,34   | Zambia Kennedy Luchembe · Patrick Kakozi Nyambe · David Mulenga · Muzala Samukonga                  | 3:02,56       |
| Chód na 20 km                 | Misgana Wakuma Fekansa                                                                  | 1:22:49   | Heristone Wafula                                                                         | 1:23:26   | Wayne Snyman                                                                                        | 1:25:19       |
| Skok wzwyż                    | Brian Raats                                                                             | 2,18      | Saad Hammouda Asbel Kiprop Kemboi                                                        | 2,15      | nie przyznano                                                                                       | nie przyznano |
| Skok o tyczce                 | Kyle Rademeyer                                                                          | 5,20      | Mehdi Amar Rouana                                                                        | 5,10      | Boubacar Diallo                                                                                     | 5,10          |
| Skok w dal                    | Cheswill Johnson                                                                        | 7,78      | Chenoult Lionel Coetzee                                                                  | 7,78      | Goodness Iredia                                                                                     | 7,75          |
| Trójskok                      | Fabrice Zango                                                                           | 17,18     | Chengetayi Mapaya                                                                        | 16,87     | Amath Faye                                                                                          | 16,54         |
| Pchnięcie kulą                | Chukwuebuka Enekwechi                                                                   | 21,22     | Mostafa Amr Hassan                                                                       | 20,25     | Mohamed Magdi Hamza                                                                                 | 19,72         |
| Rzut dyskiem                  | Oussama Khennoussi                                                                      | 63,90     | Victor Hogan                                                                             | 63,87     | Ryan Williams                                                                                       | 56,78         |
| Rzut młotem                   | Mostafa Hicham Al-Gamal                                                                 | 72,88     | Ismail Tarek Ahmed                                                                       | 70,71     | Allan Cumming                                                                                       | 69,43         |
| Rzut oszczepem                | Julius Yego                                                                             | 80,24     | Nnamdi Chinecherem                                                                       | 79,22     | Mustafa Mahmoud Abdel Khaliq                                                                        | 77,25         |
| Dziesięciobój                 | Larbi Bouraada                                                                          | 7447 pkt. | Dhiae Boudoumi                                                                           | 7215 pkt. | Edwin Kipmutai Too                                                                                  | 7132 pkt.     |

W konkurencji skoku w dal mężczyzn najlepszą odległość 7,78 m uzyskało ex aequo dwóch zawodników, Cheswill Johnson oraz Chenoult Lionel Coetzee. Złoty medal przyznano Johnsonowi ze względu na jego lepszą odległość w drugiej kolejce.

### Kobiety
| Konkurencja                   | 1. miejsce                                                                         | Wynik     | 2. miejsce                                                                | Wynik     | 3. miejsce                                                                  | Wynik         |
| ----------------------------- | ---------------------------------------------------------------------------------- | --------- | ------------------------------------------------------------------------- | --------- | --------------------------------------------------------------------------- | ------------- |
| Bieg na 100 m                 | Gina Bass                                                                          | 11,14     | Maia McCoy                                                                | 11,16     | Maboundou Koné                                                              | 11,24         |
| Bieg na 200 m                 | Jessika Gbai                                                                       | 22,84     | Maboundou Koné                                                            | 22,99     | Asimenye Simwaka                                                            | 23,85         |
| Bieg na 400 m                 | Miranda Coetzee                                                                    | 51,16     | Quincy Malekani                                                           | 51,56     | Elizabeth Joseph                                                            | 51,94         |
| Bieg na 800 m                 | Sarah Moraa                                                                        | 2:00,27   | Lilian Odira                                                              | 2:00,36   | Soukaina Hajji                                                              | 2:00,91       |
| Bieg na 1500 m                | Saron Berhe                                                                        | 4:06,05   | Caroline Nyaga                                                            | 4:06,76   | Esther Chebet                                                               | 4:06,90       |
| Bieg na 5000 m                | Fantaye Belayneh                                                                   | 15:30,10  | Wubrist Aschal                                                            | 15:30,25  | Samiyah Hassan Nour                                                         | 15:42,63      |
| Bieg na 10 000 m              | Gladys Kwamboka                                                                    | 36:53,59  | Rebecca Mwangi                                                            | 36:59,69  | Gela Hambese                                                                | 37:09,20      |
| Bieg na 3000 m z przeszkodami | Loice Chekwemoi                                                                    | 9:24,47   | Alemnat Walle Fenta                                                       | 9:35,19   | Leah Jeruto                                                                 | 9:36,33       |
| Bieg na 100 m przez płotki    | Ebony Morrison                                                                     | 12,70     | Marione Fourie                                                            | 12,74     | Sidonie Fiadanantsoa                                                        | 12,98         |
| Bieg na 400 m przez płotki    | Rogail Joseph                                                                      | 55,71     | Noura Ennadi                                                              | 56,16     | Linda Angounou                                                              | 56,48         |
| Sztafeta 4 × 100 m            | Nigeria Justina Tiana Eyakpobeyan · Tima Godbless · Olayinka Olajide · Tobi Amusan | 43,01     | Ghana Mary Boakye · Anita Afrifa · Halutie Hor · Deborah Acheampong       | 43,62     | Liberia Destiny Smith-Barnett · Maia McCoy · Ebony Morrison · Thelma Davies | 44,38         |
| Sztafeta 4 × 400 m            | Nigeria Patience George · Elizabeth Joseph · Omolara Omotoso · Ella Onojuvwevwo    | 3:27,31   | Zambia Rhoda Njobvu · Niddy Mingilishi · Quincy Malekani · Abygirl Sepiso | 3:32,18   | Kenia Joan Cherono · Veronica Kamumbe Mutua · Esther Mbagari · Mercy Chebet | 3:32,65       |
| Chód na 20 km                 | Sintayehu Masire                                                                   | 1:37:46   | Souad Azzi                                                                | 1:40:36   | Margret Gati Chacha                                                         | 1:41:19       |
| Skok wzwyż                    | Rose Yeboah                                                                        | 1,87      | Temitope Adeshina                                                         | 1,84      | Fatoumata Balley                                                            | 1,84          |
| Skok o tyczce                 | Miré Reinstorf                                                                     | 4,10      | Dorra Mahfoudhi                                                           | 3,60      | nie przyznano                                                               | nie przyznano |
| Skok w dal                    | Ese Brume                                                                          | 6,73      | Marthe Koala                                                              | 6,72      | Danielle Nolte                                                              | 6,44          |
| Trójskok                      | Saly Sarr                                                                          | 14,06     | Anne-Suzanna Fosther-Katta                                                | 13,45     | Veronique Kossenda Rey                                                      | 13,35         |
| Pchnięcie kulą                | Ashley Erasmus                                                                     | 18,17     | Miné de Klerk                                                             | 17,09     | Colette Uys                                                                 | 16,28         |
| Rzut dyskiem                  | Ashley Anumba                                                                      | 59,30     | Obiageri Amaechi                                                          | 58,80     | Chioma Onyekwere                                                            | 57,93         |
| Rzut młotem                   | Zahra Tatar                                                                        | 67,82     | Oyesade Olatoye                                                           | 67,72     | Xena Ngomateke                                                              | 65,84         |
| Rzut oszczepem                | Jo-Ané van Dyk                                                                     | 57,03     | Jana van Schalkwyk                                                        | 55,14     | Josephine Joyce Lalam                                                       | 53,57         |
| Siedmiobój                    | Odile Ahouanwanou                                                                  | 5777 pkt. | Adèle Mafogang                                                            | 5527 pkt. | Shannon Verster                                                             | 5239 pkt.     |

### Zawody mieszane
| Konkurencja                 | 1. miejsce                                                                            | Wynik   | 2. miejsce                                                                            | Wynik   | 3. miejsce                                                                  | Wynik   |
| --------------------------- | ------------------------------------------------------------------------------------- | ------- | ------------------------------------------------------------------------------------- | ------- | --------------------------------------------------------------------------- | ------- |
| Sztafeta mieszana 4 × 400 m | Południowa Afryka Gardeo Isaacs · Shirley Nekhubui · Mthi Mthimkulu · Miranda Coetzee | 3:13,12 | Nigeria Ifeanyi Emmanuel Ojeli · Ella Onojuvwevwo · Dubem Nwachukwu · Patience George | 3:13,72 | Botswana Leungo Scotch · Obakeng Kamberuka · Bayapo Ndori · Galefele Moroko | 3:15,93 |

## Klasyfikacja medalowa
Kolorem niebieskim oznaczono kraj organizujący mistrzostwa.
| Miejsce | Państwo                      | Złoto | Srebro | Brąz | Razem |
| ------- | ---------------------------- | ----- | ------ | ---- | ----- |
| 1.      | Południowa Afryka            | 9     | 4      | 6    | 19    |
| 2.      | Kenia                        | 5     | 7      | 7    | 19    |
| 3.      | Nigeria                      | 5     | 6      | 4    | 15    |
| 4.      | Etiopia                      | 5     | 4      | 1    | 10    |
| 5.      | Algieria                     | 3     | 4      | 1    | 8     |
| 6.      | Liberia                      | 3     | 1      | 1    | 5     |
| 7.      | Senegal                      | 3     | 0      | 1    | 4     |
| 8.      | Botswana                     | 2     | 3      | 1    | 6     |
| 9.      | Ghana                        | 2     | 1      | 0    | 3     |
| 10.     | Uganda                       | 2     | 0      | 3    | 5     |
| 11.     | Egipt                        | 1     | 2      | 3    | 6     |
| 12.     | Dżibuti                      | 1     | 1      | 2    | 4     |
| 12.     | Wybrzeże Kości Słoniowej     | 1     | 1      | 2    | 4     |
| 14.     | Burkina Faso                 | 1     | 1      | 0    | 2     |
| 15.     | Benin                        | 1     | 0      | 0    | 1     |
| 15.     | Gambia                       | 1     | 0      | 0    | 1     |
| 17.     | Kamerun                      | 0     | 3      | 3    | 6     |
| 18.     | Maroko                       | 0     | 2      | 1    | 3     |
| 18.     | Zambia                       | 0     | 2      | 1    | 3     |
| 20.     | Zimbabwe                     | 0     | 2      | 0    | 2     |
| 21.     | Namibia                      | 0     | 1      | 1    | 2     |
| 22.     | Tunezja                      | 0     | 1      | 0    | 1     |
| 23.     | Gwinea                       | 0     | 0      | 1    | 1     |
| 23.     | Madagaskar                   | 0     | 0      | 1    | 1     |
| 23.     | Malawi                       | 0     | 0      | 1    | 1     |
| 23.     | Mali                         | 0     | 0      | 1    | 1     |
| 23.     | Republika Środkowoafrykańska | 0     | 0      | 1    | 1     |
| Razem   | Razem                        | 45    | 46     | 43   | 134   |